# 普利尼圣皮埃尔
普利尼圣皮埃尔（法語：Pouligny-Saint-Pierre，法語發音：[puliɲi sɛ̃ pjɛʁ] ⓘ）是法国安德尔省的一个市镇，位于该省西部，属于勒布朗区。普利尼圣皮埃尔其山羊奶酪出名。

## 地理
普利尼圣皮埃尔（46°40'51"N, 1°2'21"E）面积47.45 平方千米，位于法国中央-卢瓦尔河谷大区安德尔省，该省份为法国中部省份，北起卢瓦-谢尔省，西北接安德尔-卢瓦尔省，西南接维埃纳省，南至克勒兹省和上维埃纳省，东临谢尔省。
与普利尼圣皮埃尔接壤的市镇（或旧市镇、城区）包括：勒布朗、杜阿迪克、丰贡博、吕勒伊、普勒伊城、圣艾尼、索泽勒、图尔农圣马丹。
普利尼圣皮埃尔的时区为UTC+01:00、UTC+02:00（夏令时）。

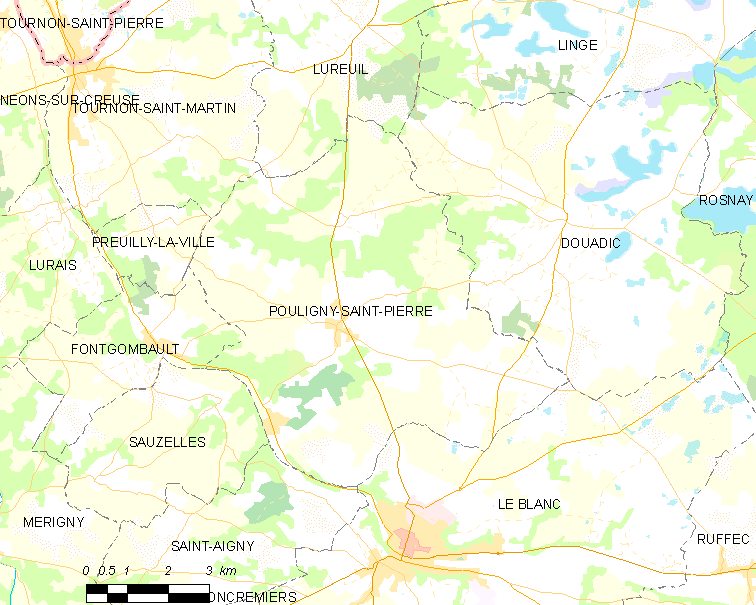
普利尼圣皮埃尔的OSM定位图

## 行政
普利尼圣皮埃尔的邮政编码为36300，INSEE市镇编码为36165。

## 政治
普利尼圣皮埃尔所属的省级选区为勒布朗县。

## 人口

1962-2008年间普利尼圣皮埃尔人口变化图示

普利尼圣皮埃尔于2022年1月1日时的人口数量为1032人。